# Mão Branca
A Mão Branca (em sérvio: Bela Ruka, Рука Бела) foi uma organização militar secreta formada por sérvios que viviam no Reino dos Sérvios, Croatas e Eslovenos e mais tarde no Reino da Iugoslávia.
A Mão Branca se opôs a uma organização semelhante chamada de Mão Negra, e foi formada para esse fim em 1912 pelo coronel Petar Živković  (que participou junto com membros da Mão Negra no golpe de 1903 contra o Rei Aleksandar Obrenović) com o beneplácito do príncipe Alexandar Karadjordjevic (mais tarde rei Alexandre I da Iugoslávia). O governante tentou se opor a esta facção de oficiais que haviam se reunido inicialmente na Mão Negra.
Com o fim da Mão Negra no julgamento de Salônica (Solunski proces), a Mão Branca assumiu o controle do exército sérvio e foi ganhando o apoio do jovem e ambicioso Alexander, fomentando sua inclinação para a promoção de um verdadeiro governo real autocrático. Zivkovic foi nomeado Chefe da Guarda Real em 1921 e começou a acumular poder. A organização foi gradualmente se tornando uma camarilha favorável ao regente..
Em 1929, Alexander, já Rei, juntamente com os oficiais da Mão Branca orquestraram um golpe de Estado tentando controlar as crescentes tensões nacionalistas no país (especialmente na Croácia) e a instabilidade do Parlamento. Zivkovic, agora um general, foi nomeado primeiro-ministro. A ditadura foi relaxada em 1931, quando o rei voltou a criar alguns direitos constitucionais depois de descobrir que as reformas haviam fracassado completamente em sua finalidade de unificar o país e por fim ao regionalismo. Zivkovic perdeu o posto como chefe de governo em 1932, após numerosos julgamentos propagandísticos organizados contra os líderes das minorias, grupos de ultra-nacionalistas e comunistas.
Os membros da Mão Branca também são suspeitos de estarem envolvidos na abdicação do príncipe-herdeiro, o príncipe Jorge, em favor de seu irmão Alexandre (1909), na instalação de Alexandre como regente durante o reinado de Pedro I e no golpe de 27 de março de 1941, que colocou no trono prematuramente Pedro II da Iugoslávia (o príncipe Pedro II Karadjordjevic era menor de idade), que levou dentro de alguns dias à invasão alemã do país.
Com a vitória das forças comunistas de Josip Broz Tito na subsequente guerra civil na Iugoslávia, os membros da Mão Branca foram executados pelo novo regime ou fugiram para países ocidentais.